# 查考海峽

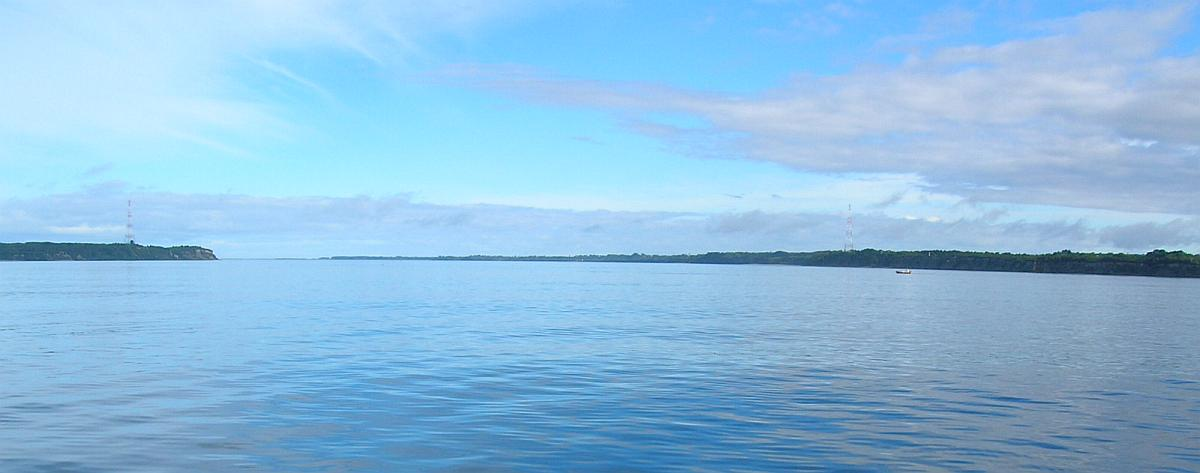
查考海峽（左為奇洛埃島，右為智利大陸）

查考海峽（Canal de Chacao）是南美洲智利的海峽，位於湖大區，把奇洛埃島從智利大陸分隔，在第四紀冰期時因冰川沿著安第斯山脈下流而形成，當局計劃興建連接智利本土和奇洛埃島的大橋。

## 外部連結
- Satellite view of the Chacao Channel (Google Maps)

41°49′30″S 73°29′30″W / 41.82500°S 73.49167°W